# Microgale taiva
Microgale taiva é uma espécie de mamífero da família Tenrecidae, endêmica de Madagascar.